# The Movies (computerspel)
The Movies is een spel geproduceerd door Lionhead Studios en heeft als doel een grote filmstudio op te zetten. Dit spel heeft veel kenmerken van spellen zoals RollerCoaster Tycoon en Zoo Tycoon.
In het spel moet de speler zijn eigen filmstudio onderhouden. Als eerste moeten er bouwers aangenomen worden zodat de bouw van de studio kan beginnen. Vervolgens moet de speler crewleden, acteurs, regisseurs, figuranten, scriptschrijvers en nog veel meer andere mensen aannemen voor hij kan beginnen met films te maken.

## Sterren
Dit zijn acteurs en regisseurs. Zij verschillen van andere werknemers doordat ze behoeften hebben. De speler moet de behoeften van de sterren onderhouden om ze gelukkig te houden. Een ongelukkige ster heeft een negatieve impact op de films waaraan hij meewerkt. Een aantal behoeften zijn:
- Trailer: Elke ster zal uiteindelijk behoefte hebben aan een trailer. Het is een plaats waar ze even alleen kunnen zijn en tot rust kunnen komen. Er kunnen decoraties toegevoegd worden aan de trailers om de luxe te vergroten.
- Imago: Het imago van de sterren kan onderhouden worden door ze naar het schoonheidssalon te sturen of door ze nieuwe kleren te geven die beter bij het huidige decennium passen.
- Entourage: Naarmate een ster bekender wordt zal deze behoefte krijgen aan entourage. Dit kan opgelost worden door de ster een assistent aan te wijzen.
- Relaties: Sterren worden ook gelukkiger als ze een goede relatie hebben met hun collega's. De speler kan sterren een praatje laten maken of ze samen iets laten eten of drinken om hun relatie te verbeteren.
- Salaris: Naarmate een ster bekender wordt zal deze ook meer geld willen. De speler kan dan zijn ster een loonsverhoging geven. Maar als een ster een loonsverhoging krijgt, zullen sterren die ongeveer even bekend zijn dat ook willen.
- Pers: De pers houdt wel van een leuk artikel over bijvoorbeeld twee sterren die samen een hapje eten. Daardoor worden sterren vrolijk, al kan een artikel ook een slechte invloed hebben.
- Verslaving: Dit is niet echt een behoefte, maar moet wel in het oog gehouden worden. Een ster kan verslaafd raken aan drank of eten. Deze verslaving kan een negatieve impact hebben op de films waaraan de ster meewerkt. Een verslaving kan verholpen worden door de ster naar een afkickkliniek te sturen.

## Sets, Openbare Gebouwen & Decoraties
Als de speler hoog in de ranglijsten wil komen met zijn studio, moet hij veel verschillende sets hebben, veel decoraties en vooral alles goed bereikbaar laten maken. Sets zijn er in verschillende soorten. Zo is er een stad, slagveld, platteland, ruimteschip, gevangenis en meer. De speler kan ook openbare gebouwen plaatsen zoals toiletten, snackbars, een restaurant en een bar.

## Van script tot film
- Script schrijven: Elke film begint met het schrijven van een script. De speler kan dit laten doen door een scriptschrijver, die schrijft dan een van de scripts die standaard in het spel zitten. De speler kan ook zelf scripts schrijven als hij het "Custom Scriptkantoor" heeft gebouwd. Dit wordt beschikbaar nadat bepaalde vereisten zijn vervuld. Als de speler zelf een script schrijft kan hij kiezen welke sets gebruikt worden, welke kostuums de acteurs dragen en hoe de personages heten die ze spelen.
- Casten: Als het script klaar is kan het casten beginnen. Als de speler een van de scripts wil filmen die standaard in het spel zitten moet hij voor elke rol een acteur of figurant aanwijzen. Maar als er een zelfgeschreven script wordt gebruikt dan de speler de rollen al invullen bij het schrijven van het script. Nadat de volledige crew is gekozen wordt het script ingeoefend.
- Filmen: Nadat het script is ingeoefend kan het filmen starten. De speler zorgt er best voor dat de nodige sets niet in gebruik zijn, anders loopt er vertraging op en worden er onnodige kosten gemaakt.
- Postproductie : Als het filmen voltooid is kan de speler er nog voor kiezen om ondertiteling of geluidseffecten toe te voegen aan de film.
- Uitbrengen : Hierna kan de film uitgebracht worden. De speler kan dan zien hoeveel sterren hij krijgt voor het script, de filmkwaliteit en het uiteindelijke resultaat. Daarna kan gezien worden hoeveel ervaring de crew heeft verdient met de film. Als laatste kunnen de recensies gelezen worden, hier worden dingen aangestippeld zoals de orginaliteit, de kwaliteit van de sets, de sterren en of er aandacht is voor het genre. Als een ster al te vaak is gecast voor een film zullen de resecenten hier kritiek op geven.

## Uitbreidingspakket
The Movies: Stunts & Effects is het enige uitbreidingspakket dat voor het spel is uitgebracht. In de uitbreiding krijgt de speler meer opties voor special effects en kunnen stuntmannen aangenomen worden.

## Trivia
- Het spel is opgenomen in het boek 1001 Video Games You Must Play Before You Die van Tony Mott.